# Saprosma gracile
Saprosma gracile är en måreväxtart som beskrevs av Charles-Joseph Marie Pitard. Saprosma gracile ingår i släktet Saprosma och familjen måreväxter.
Artens utbredningsområde är Vietnam. Inga underarter finns listade i Catalogue of Life.